# Reza Ningtyas Lindh
Reza Ningtyas Lindh, född 29 april 1981 i Jakarta, Indonesien är en svensk-indonesisk sångare som kom på femte plats i det svenska talangprogrammet Idol 2009.
Redan 1995 deltog hon i talangprogrammet "Asia Bagus" som sändes över stora delar av Asien. Efter att ha medverkat i serien blev Lindh bland annat medlem i ett antal band i Indonesien. Hon har också deltagit i fler talangjakter i sitt hemland. Lindh har också skrivit egen musik som hon sålt till olika reklamfilmer. Reza Ningtyas Lindh började sjunga redan som nioåring då hon framförde Indonesiens nationalsång under nationaldagsfirandet i Jakarta. 
Reza Ningtyas Lindh flyttade till Sverige år 2005 och bor numera i Lund där hon bland annat har jobbat som köksbiträde. Lindh har sagt att hon inte har vågat satsa på musiken i Sverige då hon har känt sig ovan vid svenska språket. Under 2009 gick hon på audition för TV4-programmet Idol 2009 och kom till slut på en femteplats i programmet. I november släpptes albumet Det bästa från Idol 2009 där Ningtyas Lindh sjunger en av låtarna. Cd-skivan släpptes av Sony BMG som alla Idol 2009-deltagarna har kontrakt med tills Idoltävlingen är slut.

## Singlar
- Son of a preacher man[8]
- I Wish Everyday Could Be Like Christmas (med Idol Allstars 2009)

## Album
- Det bästa från Idol 2009 (två låtar på albumet)[8]